# Непокорённый (сингл)
«Непокорённый» — четвёртый сингл российской хеви-метал-группы «Кипелов», написанный к 70-летию Победы в Великой Отечественной войне.

## История
Сингл посвящается подвигу ленинградцев, переживших страшные дни блокады и отстоявших свой город и страну, и содержит единственную новую композицию «Непокорённый». Оставшиеся два трека («Власть огня» и «Закат») являются концертными версиями старых песен, записанных на концерте в Arena Moscow (08/12/2013), причём «Закат» известен ещё поклонникам «Арии», поскольку впервые вышел на «арийском» альбоме «Генератор зла» в 1998 году. Песня «Власть огня» впервые была опубликована в альбоме «Жить вопреки» в 2011 году. Официальный релиз сингла состоялся 20 октября 2015 года.
27 января 2016 года вышел клип на одноимённую песню. Песни «Закат» и «Власть огня» позднее вошли в полноценный концертный альбом «Кипелова» — «55», выпущенный лишь через пять лет после проведения концерта.

## Смысл песни
Маргарита Пушкина (автор текста) в описании клипа на Ютубе сказала: «Великая Отечественная война. Дороги, бомбежки, Брест, Сталинград, Курская дуга, блокада Ленинграда, миллионы убитых, сожженных, замученных… И, наконец, Освобождение.
Так получилось, что мы — дети той Войны, хотя и родились намного позже. Но жизни наших отцов и дедов прочно связали нас с теми годами горьких отступлений, поражений и дающихся нечеловеческими усилиями и Верой в правое дело триумфов. В нас глубоко сидит чувство причастности к происходившему в прошлом. И это — не дешёвая спекуляция. Пытаемся выстроить мост на Ту Сторону, сказать ушедшим от нас славным бойцам Великой Войны то, что не успели, когда они были ещё живы, когда были рядом. Попросить прощения за тех, кто предал То Время забвению. Да, мы — дети Войны. Прошедшие тот ад научили нас не сдаваться, не быть подлецами, не продаваться. Научили нас ПОМНИТЬ.
Смогло бы новое поколение вынести всё, что пришлось тогда пережить людям? Выстоять, не превратиться в бессловесных скотов? Не покориться чужой воле? Не знаем…»

## Награды
4 мая 2016 года Валерию Кипелову и группе «Кипелов» за создание песни и видеоклипа «Непокорённый», посвящённых мужеству героических защитников Ленинграда была вручена всероссийская премия «Золотой венец Победы».

## Список композиций
Вся музыка написана Валерием Кипеловым
| №  | Название             | Текст песни                | Длительность |
| -- | -------------------- | -------------------------- | ------------ |
| 1. | «Непокорённый»       | Маргарита Пушкина, Кипелов | 5:22         |
| 2. | «Власть огня» (Live) | Пушкина, Кипелов           | 5:01         |
| 3. | «Закат» (Live)       | Пушкина                    | 3:52         |

## Клип
Видео было снято режиссёром Александром Маковым 5 декабря 2015 года на студии «Ленфильм».
- Оператор — Сергей Чистяков.
- Художник — Полина Петелина.
- Директор проекта — Олег Ларионов.

«Непокорённый» — официальное видео группы Кипелов на одноимённый сингл в честь 70-летия Победы в Великой Отечественной войне. Песня посвящена подвигу людей, переживших блокаду Ленинграда, отстоявших страну и свой город.

## Участники записи
- Валерий Кипелов — вокал;
- Вячеслав Молчанов — гитара, бэк-вокал;
- Андрей Голованов — гитара;
- Алексей Харьков — бас-гитара;
- Александр Манякин — ударные.

## Галерея (цитаты из текста)

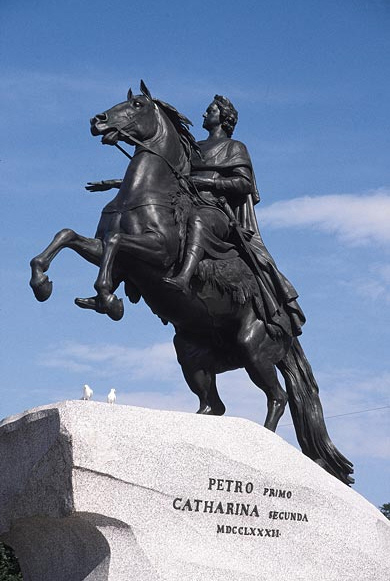
Медный всадник…
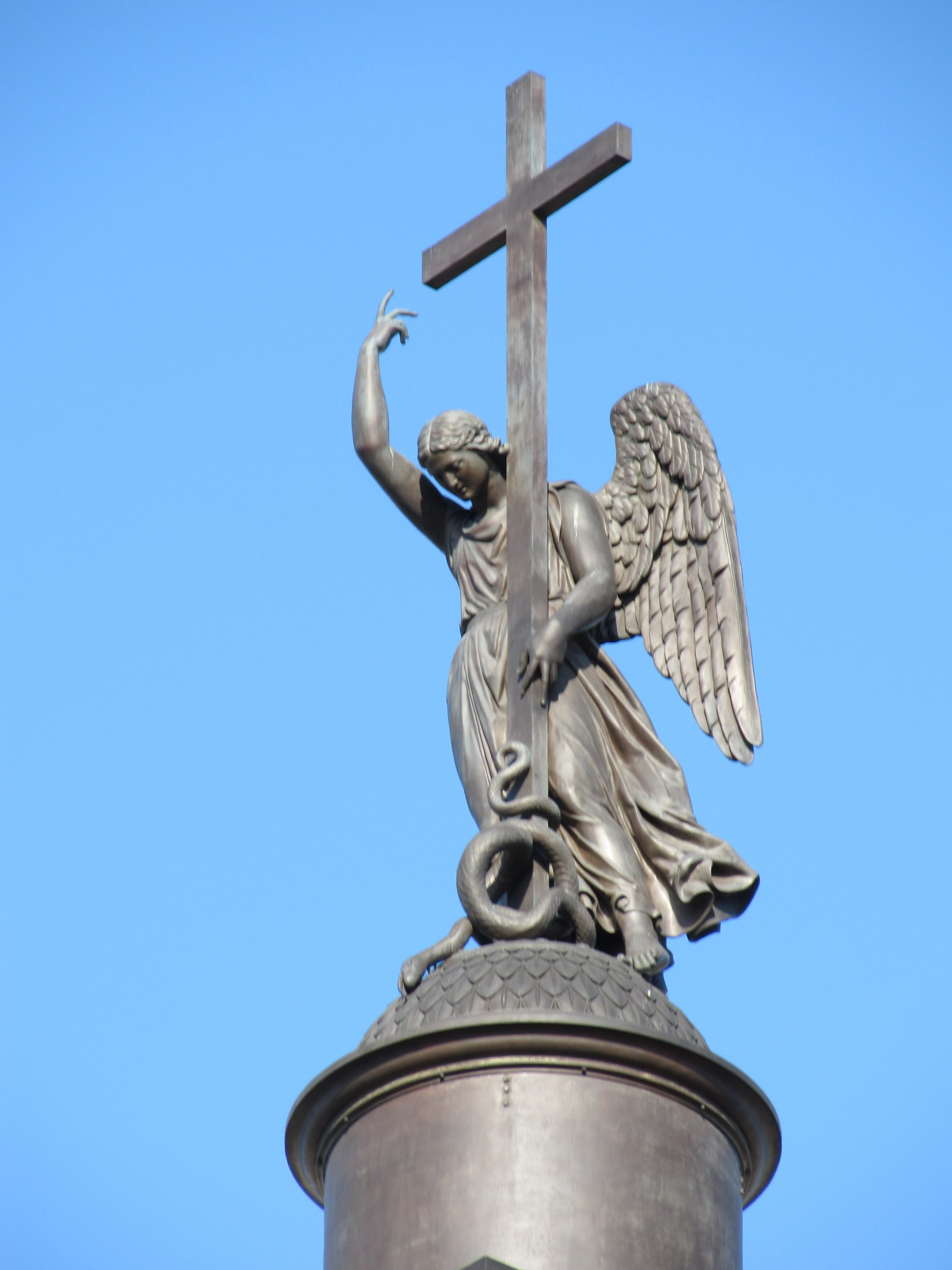
…и ангел с крестом
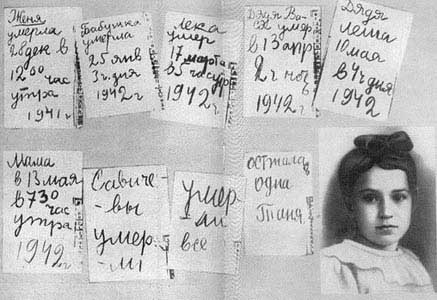
Пишет Жизнь слабой детской рукой\Даты смерти на саване снега.
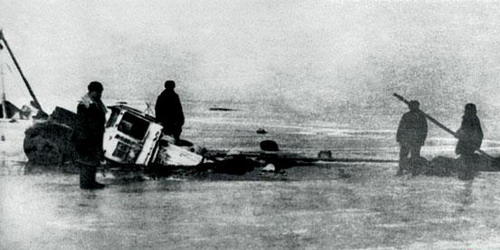
Чернота, хрупкий Ладожский лёд…
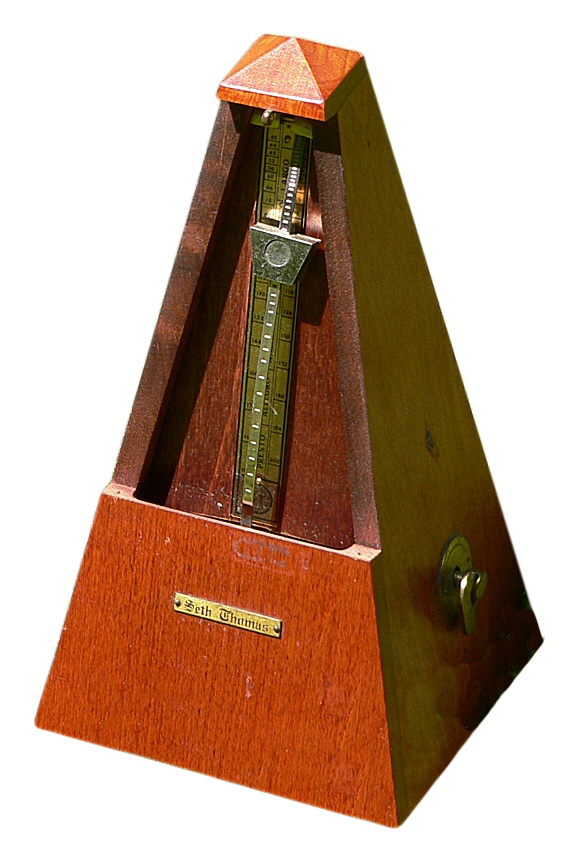
Метроном отобьёт скорбный счёт…